# Tesla Model S
Tesla Model S – elektryczny samochód osobowy klasy wyższej produkowany pod amerykańską marką Tesla od 2012 roku.

## Historia i opis modelu

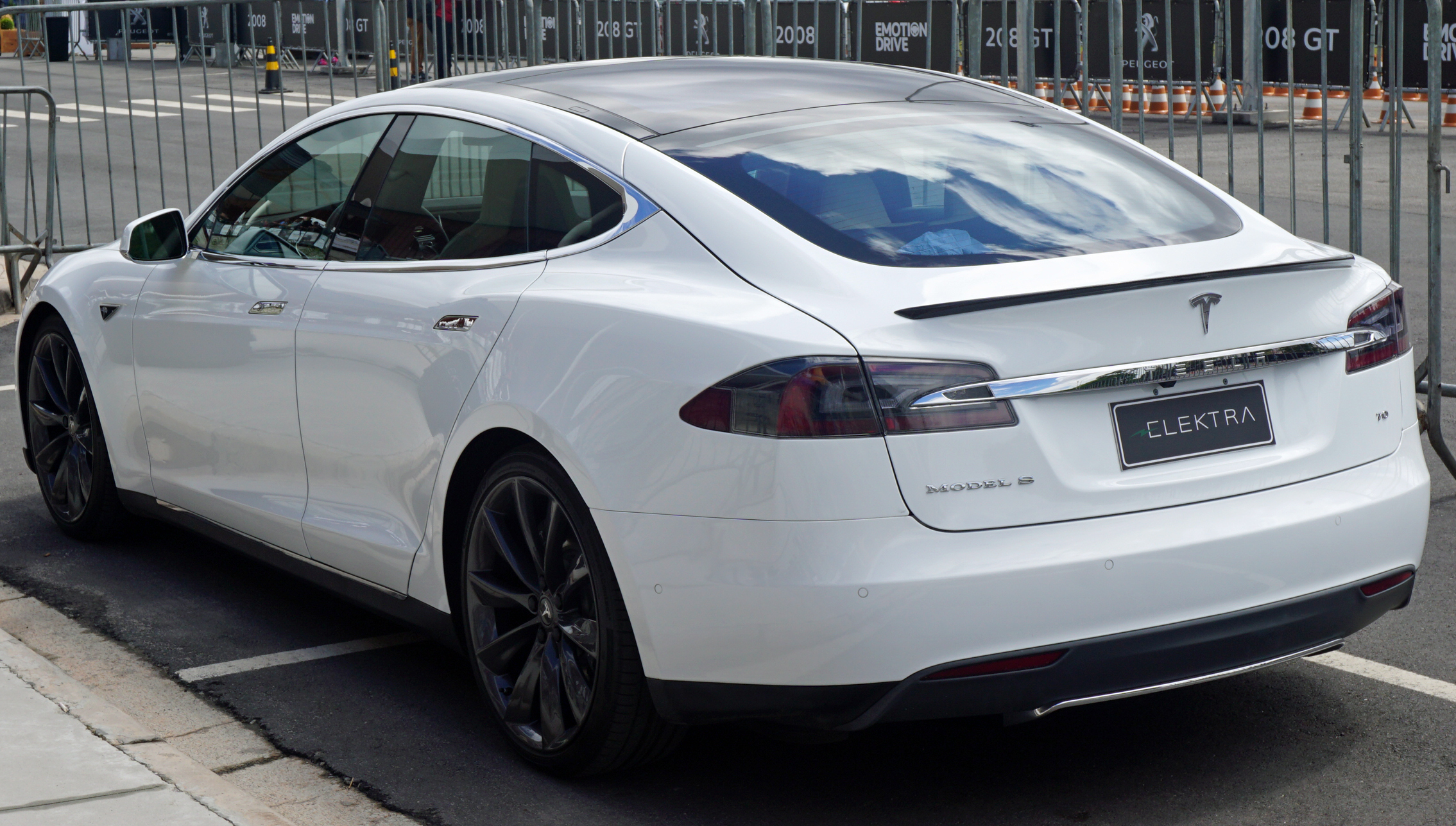
Tesla Model S – tył

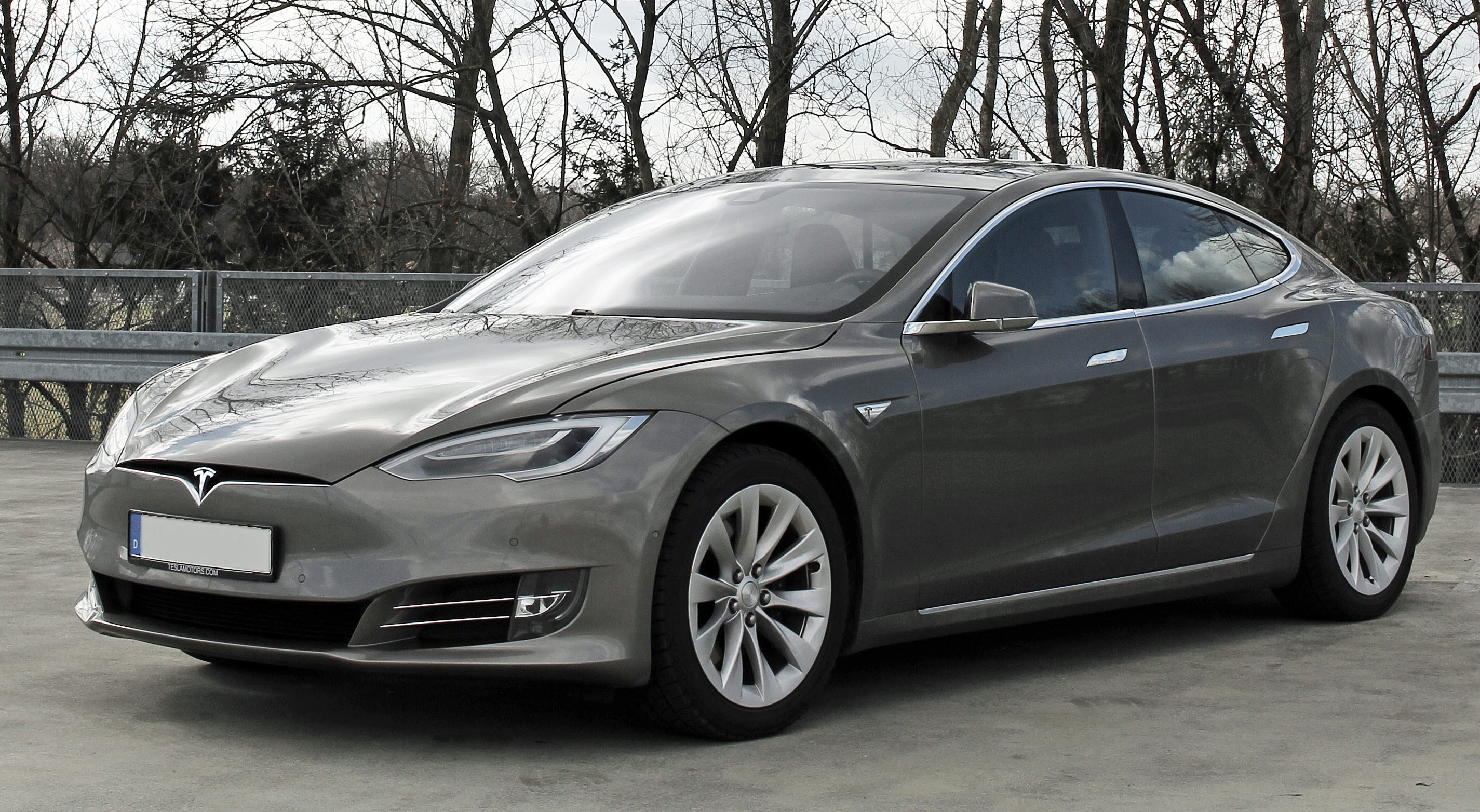
Tesla Model S po liftingu

Tesla Model S po drugim liftingu

Model S jest stylizowanym na coupé połączeniem luksusowej limuzyny z liftbackiem. Nadwozie auta w całości wykonano z aluminium. Samochód poprzedził prototyp o nazwie Alpha zaprezentowany w 2009 roku. Pierwsze oficjalne informacje na temat pojazdu  w produkcyjnej postaci przedstawiono w październiku 2011 roku, z kolei europejska premiera wersji produkcyjnej pojazdu miała miejsce podczas Geneva Motor Show w 2012 roku.
Auto dostępne jest w kilku opcjach z bateriami pozwalającymi na jazdę na jednym ładowaniu: 160 mil (257 km, wycofany), 230 mil (370 km) lub 300 mil (483 km).
Silniki pojazdu wielkości arbuza umieszczono pomiędzy kołami, aby wyeliminować wał napędowy oraz wybrzuszenie podłogi. W miejscu standardowego bagażnika można umieścić dodatkowo dwa dziecięce fotele, dzięki czemu auto jest siedmioosobowe, natomiast z przodu umieszczono duży bagażnik. W aucie zastosowano system odzyskiwania energii podczas hamowania.
Rekord zasięgu na jednym ładowaniu akumulatorów należy do Amerykanina Caseya Spencera, który przejechał bez ładowania 885,62 kilometra. Dostępna jest wersja z akumulatorem o 6% pojemniejszym od użytego w rekordowym przejeździe.

### Restylizacje
W kwietniu 2016 roku Tesla przedstawiła Model S po pierwszej obszernej modernizacji. W jej ramach samochód zyskał nowy wygląd pasa przedniego, z ostrzej zarysowanymi krawędziami i nowym kształtem zderzaka z mniejszą nakładką imitującą atrapę chłodnicy w stylu większego modelu Tesla Model X. Ponadto zmodyfikowano wzór tylnych lamp, a także wzór tylnego zderzaka.
W styczniu 2021 roku Tesla Model S przeszła drugą, obszerną restylizację, która poza nowym wyglądem zderzaków, pod kątem wizualnym skoncentrowała się tym razem głównie na wystroju kabiny pasażerskiej. Producent zastosował nowy wyświetlacz wirtualnych zegarów, które umieścił wyżej, a także całkowicie przeprojektowano konsolę centralną, wertykalny wyświetlacz dotykowy zastępując horyzontalnym w stylu mniejszego Modelu 3. Ekran charakteryzuje się przekątną 17 cali i rozdzielczością 2200x1300 pikseli. Awangardowym rozwiązaniem w Tesli Model S po drugiej restylizacji zostało zastosowanie dwuramiennego, szerokiego wolantu pozbawionego loga producenta zamiast tradycyjnego koła kierownicy, który dostępny jest jednakże tylko jako opcja. Domyślnie pojazd dalej może zostać wyposażony w klasyczną kierownicę, również pozbawioną jednak loga.

### Wyposażenie

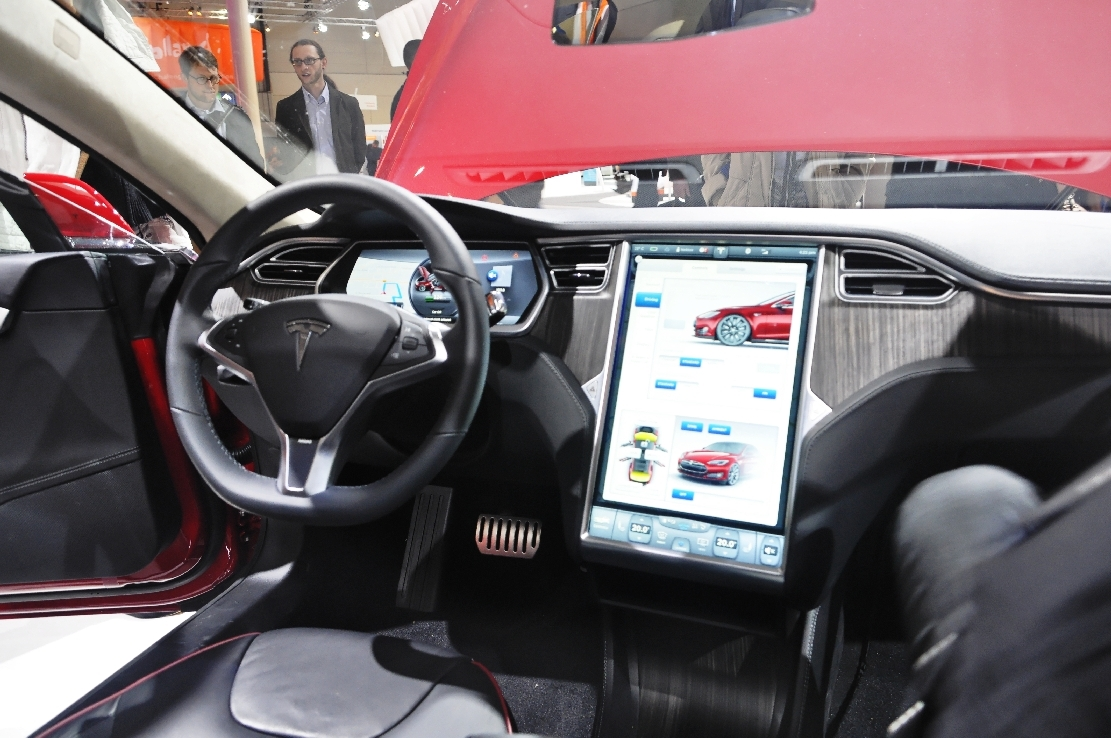
Tesla Model S - kokpit

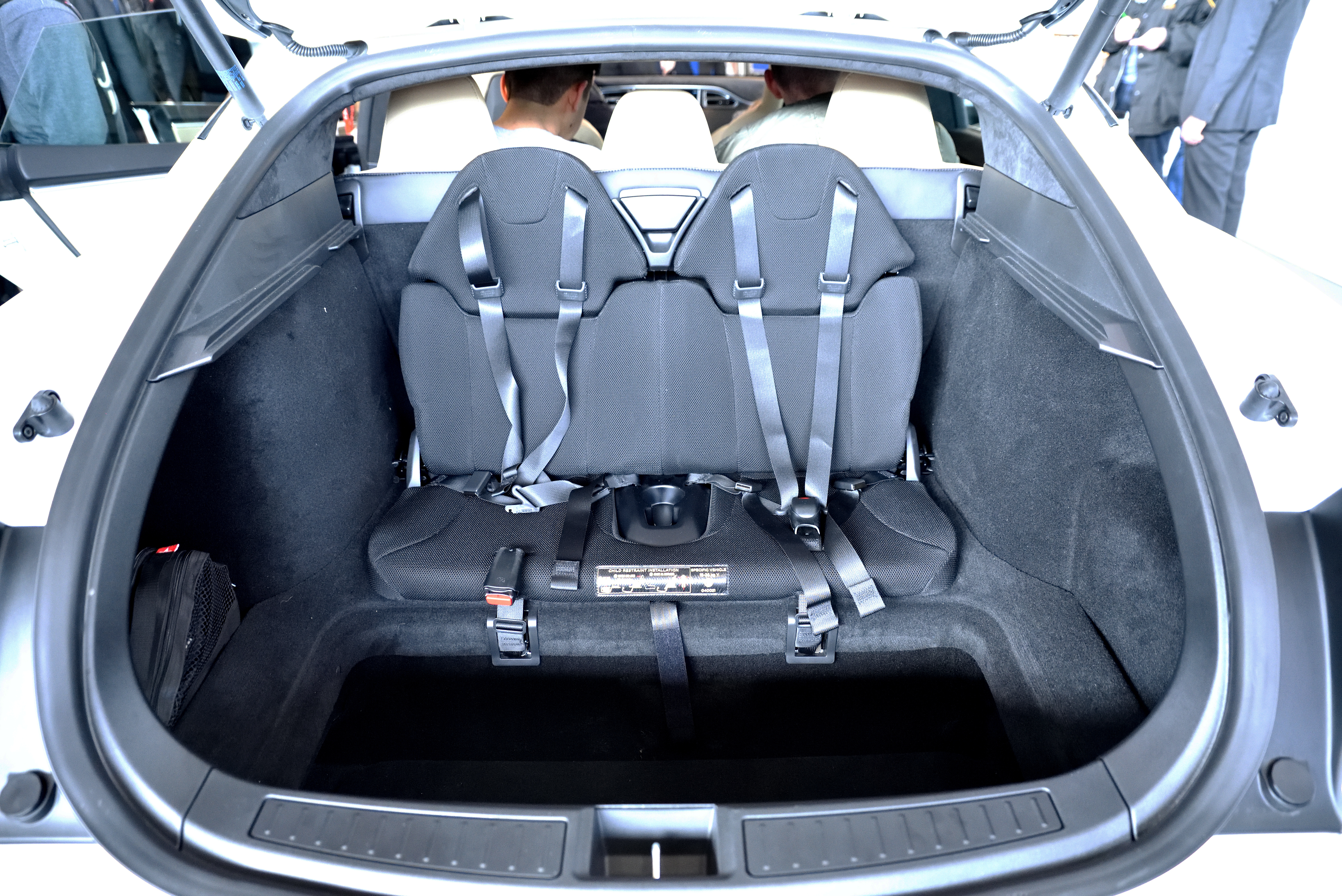
Tesla Model S - dodatkowa ławka

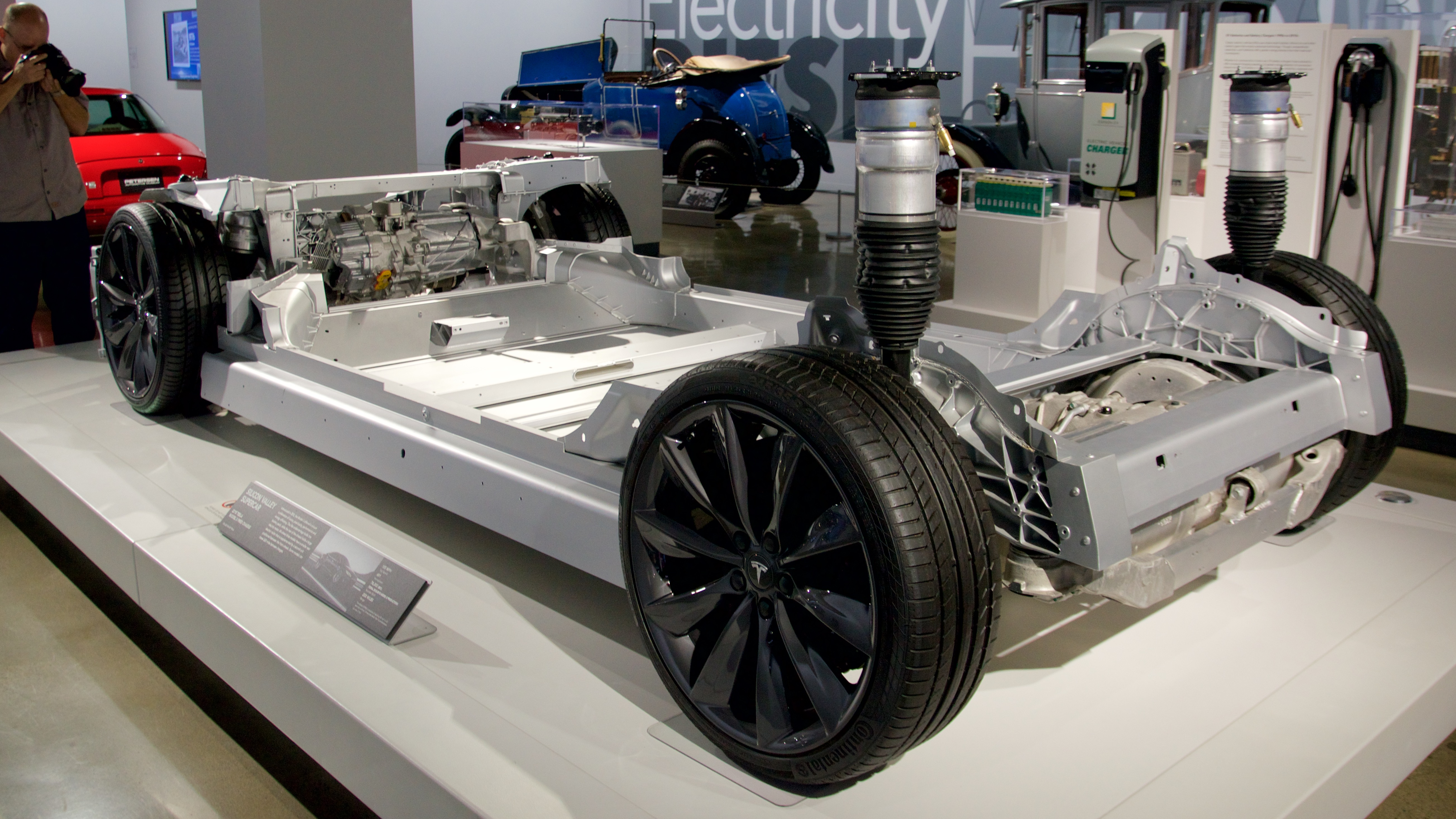
Tesla Model S - konstrukcja

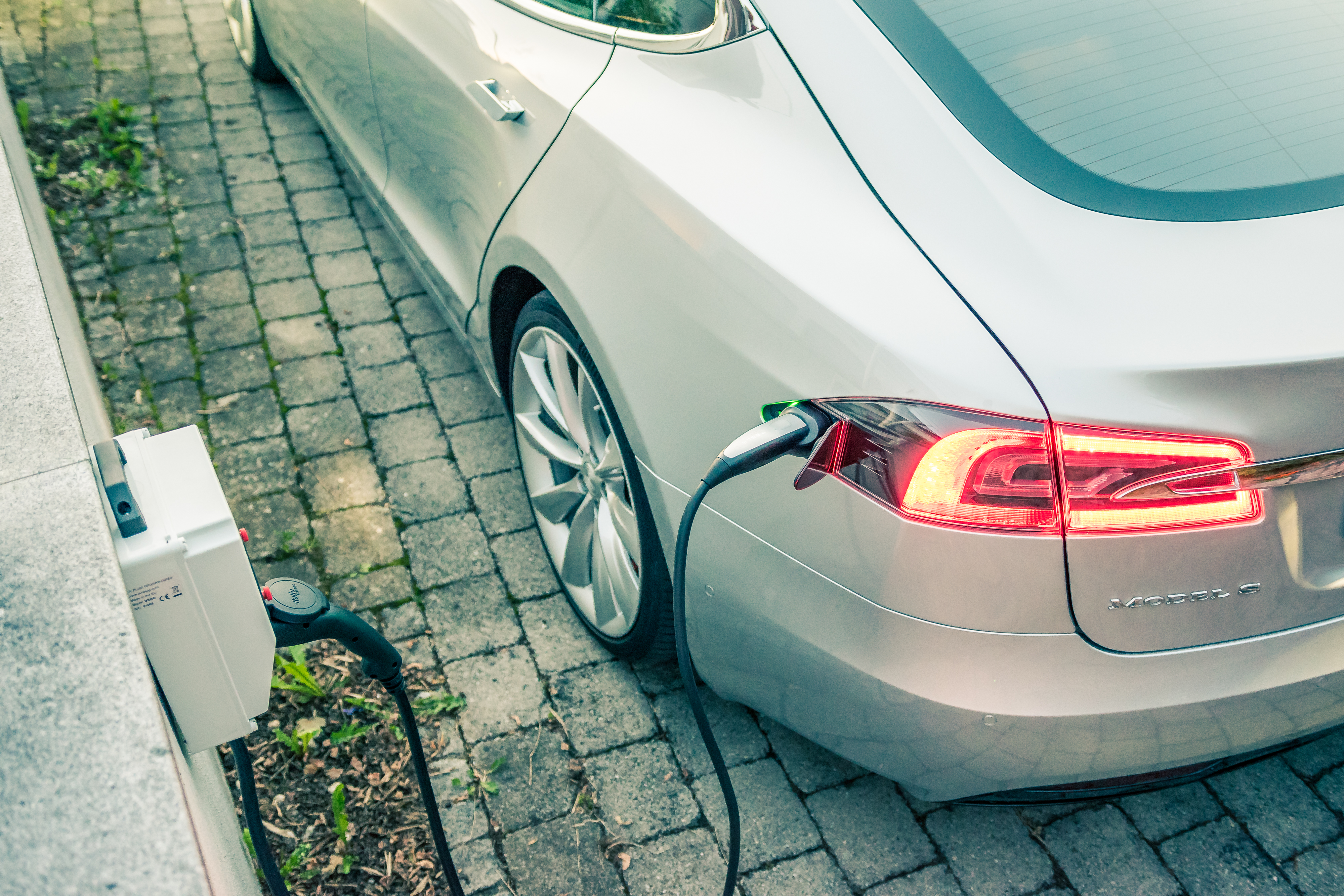
Tesla Model S - port ładowania

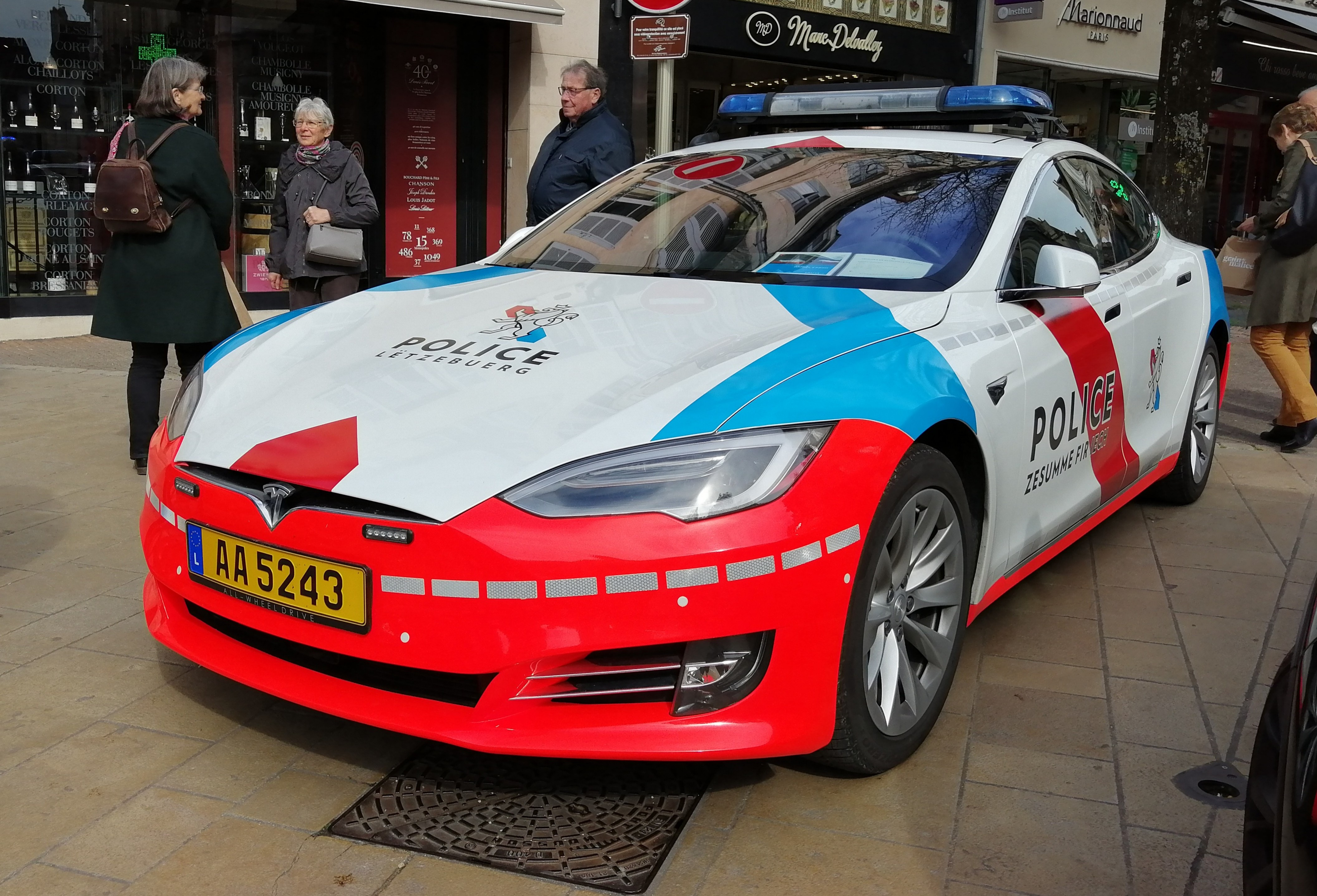
Tesla Model S luksemburskiej policji

Auto wyposażone jest w 17-calowy dotykowy tablet multimedialny umieszczony centralnie na desce rozdzielczej, służący do sterowania klimatyzacją, radiem, nawigacją, systemami zamontowanymi w pojeździe oraz zapewniający dostęp do Internetu. Na desce rozdzielczej znajdują się tylko dwa przyciski: świateł awaryjnych oraz otwierania schowka.
W standardzie są 19-calowe aluminiowe felgi, klamki drzwi chowające się w karoserii i system audio z 7 głośnikami, dwoma portami USB oraz pamięcią pozwalającą na przechowywanie w nim 500 utworów muzycznych. Wersja Performance dodatkowo ma zawieszenie pneumatyczne.
Opcjonalnie auto można wyposażyć w aerodynamiczne koła pozwalające na przejechanie 32 km więcej na jednym ładowaniu, 21-calowe felgi, lakier metaliczny oraz panoramiczny dach, a także w kamerę cofania, ksenonowe reflektory, LED-owe światła doświetlające zakręty, elektrochromatyczne lusterka i powiększony system audio z 12-głośnikami w technologii Dolby ProLogic 7.1 zdolny do przechowywania 3000 utworów.

### Dane techniczne
Początkowo miały być dostępne trzy opcje pojemności akumulatorów, które wpływały również na osiągi pojazdu, jednakże wersja 40 kWh oferująca najmniejszy zasięg i moc została wycofana z powodu nikłego zainteresowania. Osoby, które w przedsprzedaży złożyły zamówienie na ten model, otrzymały wersję 60 kWh z elektronicznie ograniczoną pojemnością akumulatorów i możliwością odblokowania pełnej pojemności po dokonaniu dopłaty różnicy w cenie pomiędzy wersja 40 kWh a 60 kWh.
| Wersja    | Przyspieszenie 0-96,5 km/h (0-60 mil/h) | Czas na 1/4 mili | Prędkość maksymalna | Zasięg na jednym ładowaniu              | Moc maksymalna                               | Gwarancja na akumulatory   |
| --------- | --------------------------------------- | ---------------- | ------------------- | --------------------------------------- | -------------------------------------------- | -------------------------- |
| 40 kWh    | 5,9 s                                   | ok. 14,2 s       | 193 km/h            | ok. 257 km (ograniczony elektronicznie) | ok. 306 KM (225 kW) od 5000 do 8000 obr./min | 8 lat lub 160 tys. km      |
| 60 kWh    | 5,9 s                                   | ok. 14,2 s       | 193 km/h            | ok. 370 km                              | ok. 306 KM (225 kW) od 5000 do 8000 obr./min | 8 lat lub 200 tys. km      |
| 85 kWh    | 5,6 s                                   | ok. 13,7 s       | 201 km/h            | ok. 483 km                              | ok. 367 KM (270 kW) od 6000 do 9500 obr./min | 8 lat bez limitu przebiegu |
| Sport P85 | 4,4 s                                   | ok. 12,6 s       | 209 km/h            | ok. 483 km                              | ok. 422 KM (310 kW) od 5000 do 8600 obr./min | 8 lat bez limitu przebiegu |
| P85d      | 3,2s                                    |                  | 250 km/h            | ok. 440 km                              | 691 KM                                       | 8 lat bez limitu przebiegu |
| P90d      | 2,8 s (Ludicrous mode) 3,1 s            | ok. 11,2 s       | 250 km/h            | ok. 480 km                              | 503 KM tył, 259 KM przód razem 762 KM        |                            |
| P100d     | 2,4 (Ludicrous mode +)                  | 10,79 s          | 250 km/h            | ok. 572 km                              | 680KM                                        | 8 lat bez limitu przebiegu |

## Nagrody
- World Green Car of the Year 2013
- Automobile Magazine's Car of the Year 2013
- Motor Trend Car of the Year 2013[13]